# Ш
Ш, Шш (sza) – 26. litera podstawowej cyrylicy, oznaczająca spółgłoskę [ʃ]. Pochodzi od hebrajskiej litery ש. W języku rosyjskim nie ulega palatalizacji pod wpływem samogłoski miękkiej. W języku ukraińskim w pozycji przed І, Ю, Я oznacza głoskę palatalizowaną [ʃʲ] (częściej stosowane: [ɕ]).
Na bazie litery Ш powstała litera Щ.

## Kodowanie
| Znak                   | Ш                           | Ш                           | ш                         | ш                         |
| ---------------------- | --------------------------- | --------------------------- | ------------------------- | ------------------------- |
| Nazwa w Unikodzie      | Cyrillic Capital Letter Sha | Cyrillic Capital Letter Sha | Cyrillic Small Letter Sha | Cyrillic Small Letter Sha |
| Kodowanie              | dziesiątkowo                | szesnastkowo                | dziesiątkowo              | szesnastkowo              |
| Unicode                | 1064                        | U+0428                      | 1096                      | U+0448                    |
| UTF-8                  | 208 168                     | d0 a8                       | 209 136                   | d1 88                     |
| Odwołania znakowe SGML | &#1064;                     | &#x0428;                    | &#1096;                   | &#x0448;                  |
| Macintosh Cyrillic     | 152                         | 98                          | 248                       | F8                        |
| ISO 8859-5             | 200                         | C8                          | 232                       | E8                        |
| Windows-1251           | 216                         | D8                          | 248                       | F8                        |
| Code page 866          | 152                         | 98                          | 232                       | E8                        |
| Code page 855          | 246                         | F6                          | 245                       | F5                        |
| KOI8-R i KOI8-U        | 251                         | FB                          | 219                       | DB                        |